# Cashguard Sverige
Cashguard AB är ett företag som när det fanns specialiserade sig på kontanthanteringslösningar för detaljhandeln. Företaget grundades 1991 och utvecklades sedan till den ledande aktören i branschen. Cashguards lösningar används för att förhindra svinn, registrera kontantflöden och optimera affärsverksamheten hos handlarna. CashGuard var ett helägt dotterbolag till PSI Systems i Norge. PSI är omorganiserade till StrongPoint där återfinns CashGuards lösningar. Koncernen StrongPoint fokuserar på effektivitetslösningar för retail inom kontanthantering, ecommerce och automatisering.